# Франкфуртская площадь (Слубице)

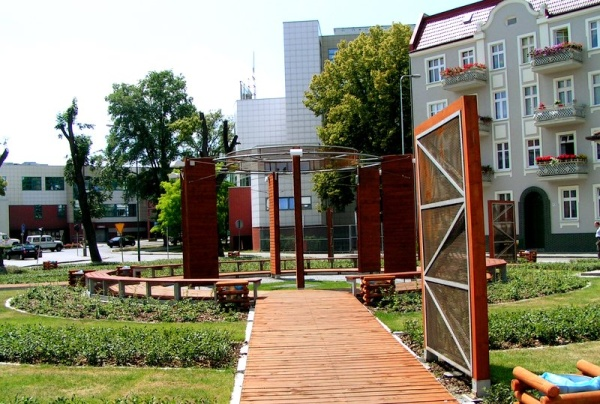
Франкфуртская площадь

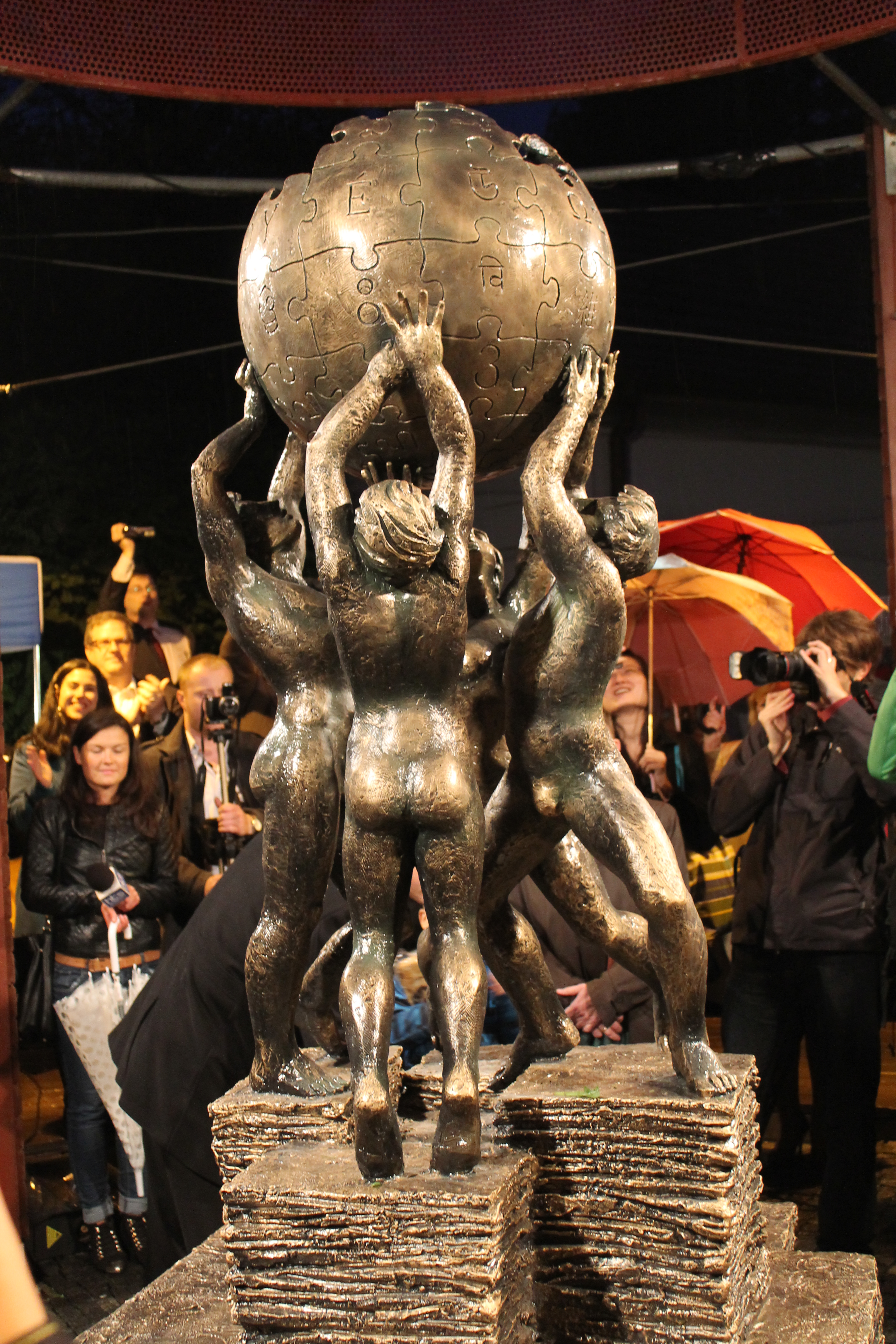
Памятник Википедии

Франкфуртская площадь (пол. Plac Frankfurcki) — одна из площадей в центре польского города Слубице. Название площади происходит от соседнего (на немецкой стороне) города — Франкфурта-на-Одере. Площадь расположена в торговом пассаже; имеет форму квадрата. На ней есть сквер и скамейки, расположенные кругом. К площади ведут ул. Адама Мицкевича (с запада) и ул. Игнатия Дасжунського (с юга).
22 октября 2014 года на площади был установлен первый в мире памятник Википедии.

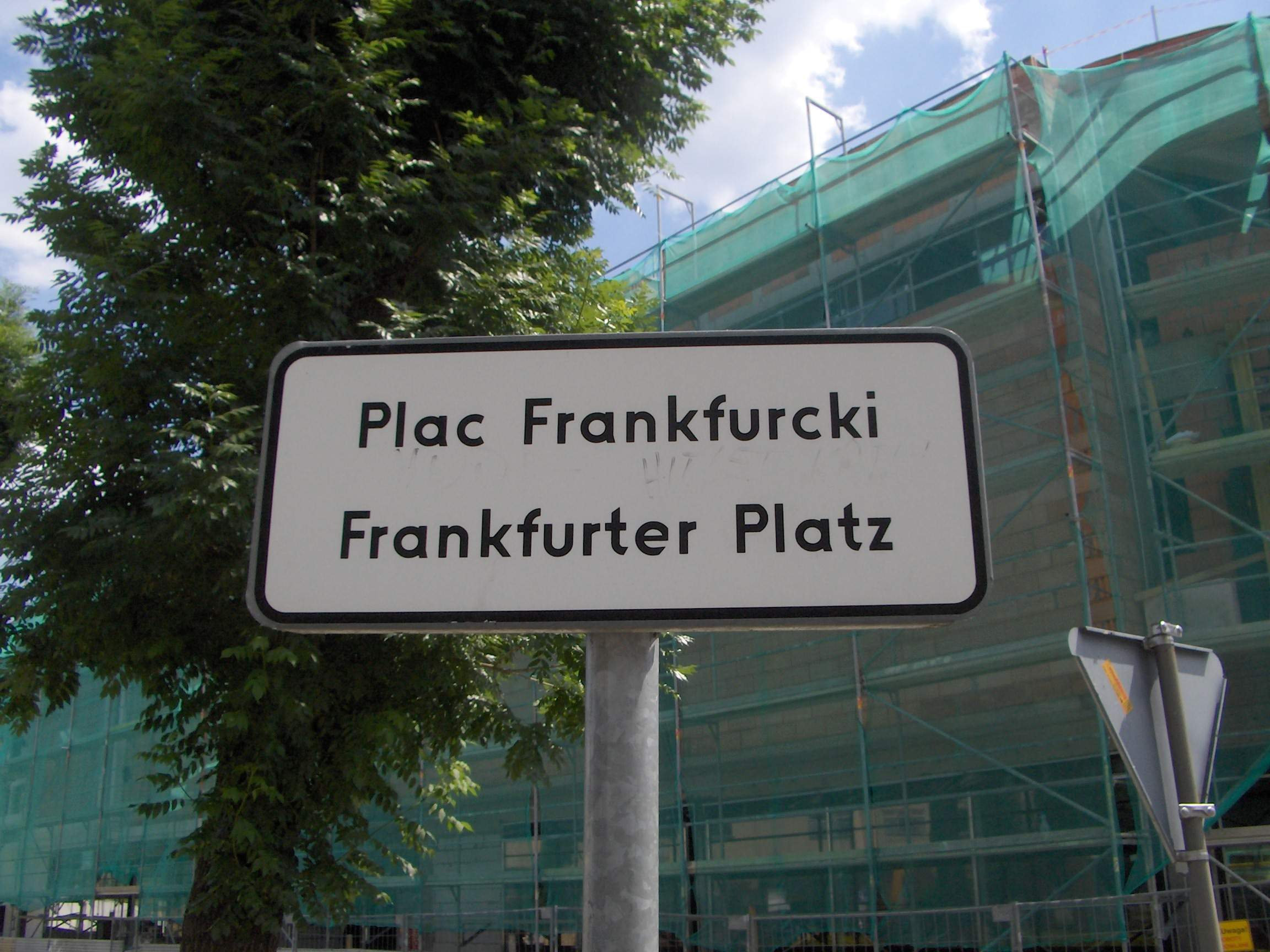
Информационная табличка на польском и немецком языках «Франкфуртская площадь»
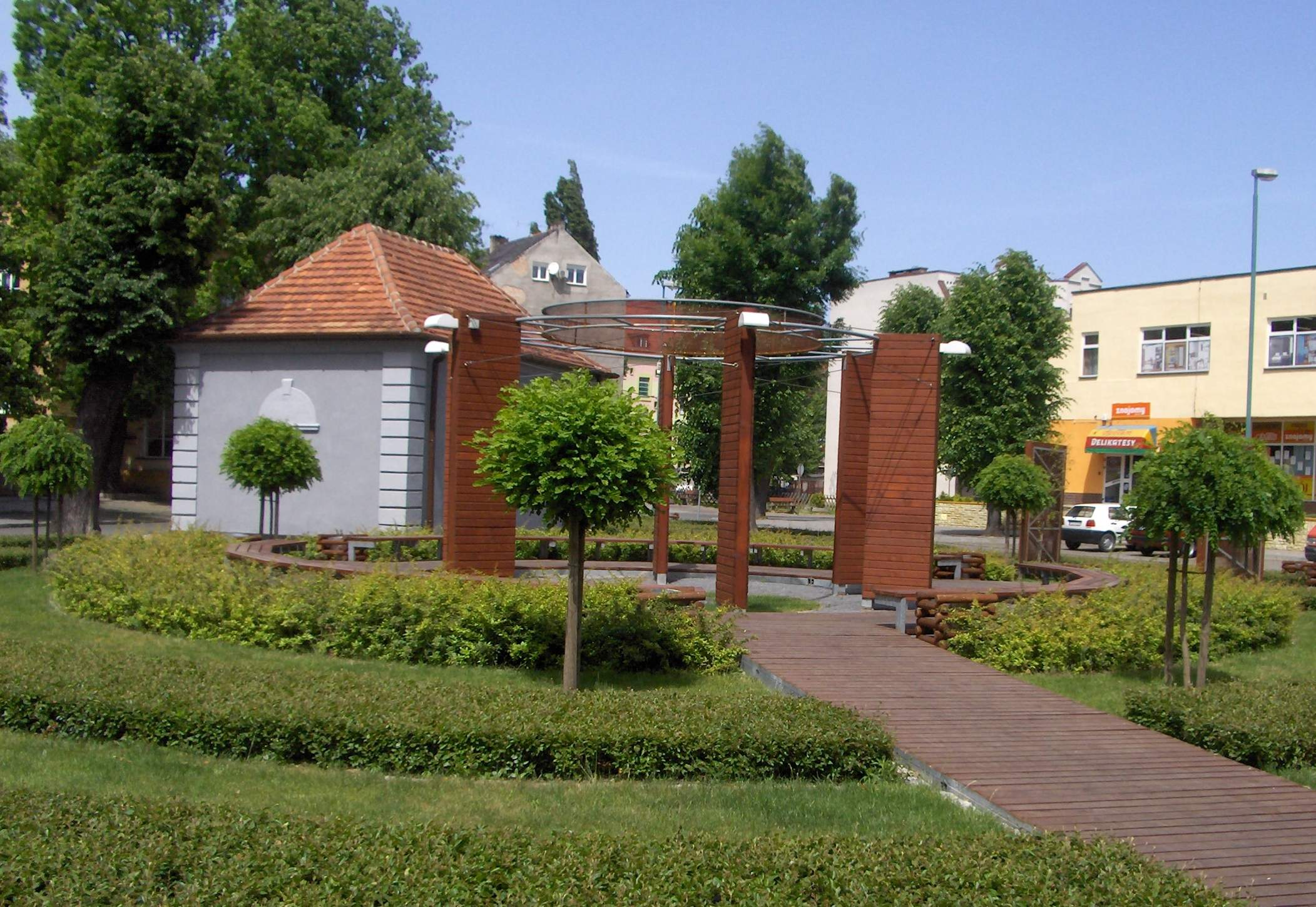
Зелёный сквер на площади
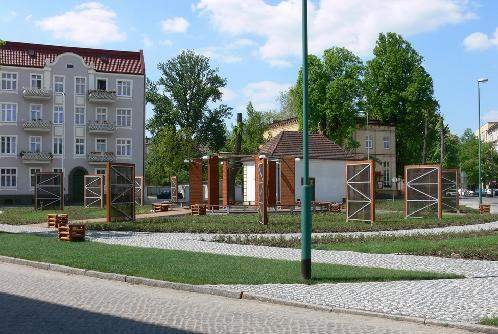
Вид на площадь